# Kamil Majchrzak
Kamil Majchrzak (født 13. januar 1996 i Piotrków Trybunalski, Polen) er en professionel tennisspiller fra Polen.